# Balawad, Athni
Balawad là một làng thuộc tehsil Athni, huyện Belgaum, bang Karnataka, Ấn Độ.